# St. Benedikt (Neuler)

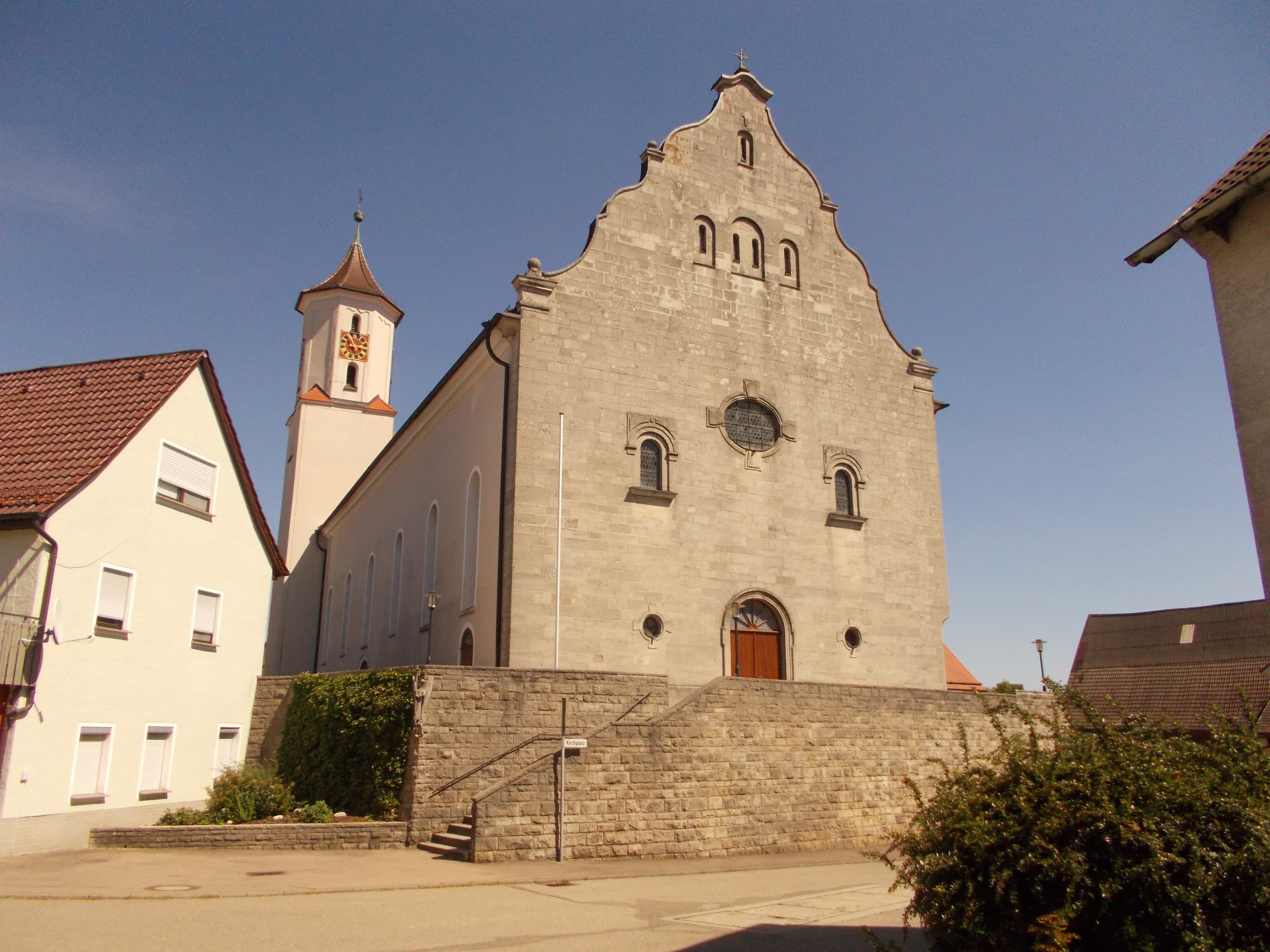
St. Benedikt in Neuler

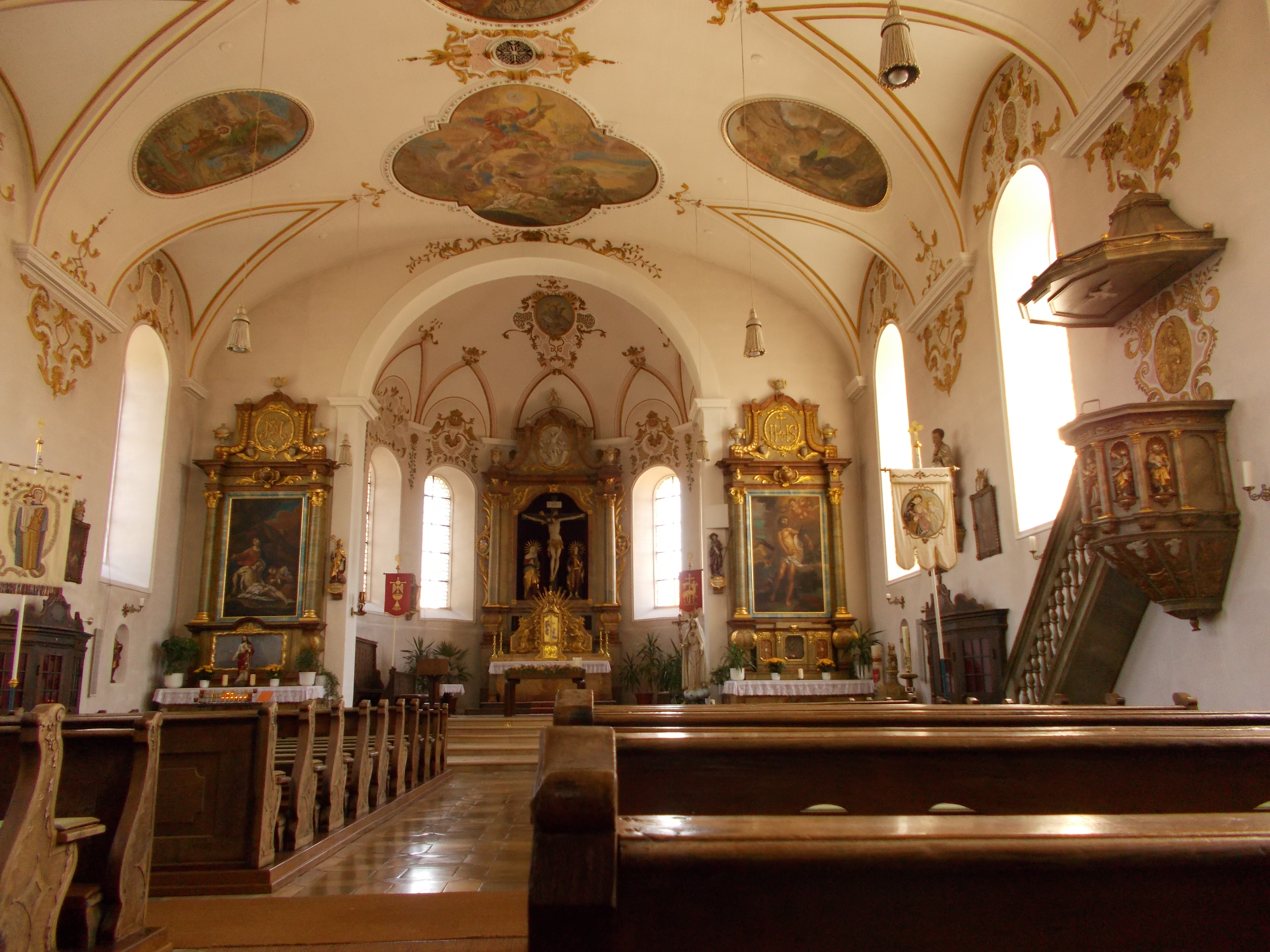
Blick zum Chor

Die römisch-katholische Pfarrkirche St. Benedikt ist ein geschütztes Kulturdenkmal nach dem Denkmalschutzgesetz. Sie steht in Neuler, einer Gemeinde im Ostalbkreis in Baden-Württemberg. Die Kirchengemeinde gehört zum Dekanat Ostalb in der Diözese Rottenburg-Stuttgart.

## Beschreibung
Die 1746 gebaute Saalkirche besteht aus einem Langhaus, dass 1909 nach Westen verlängert wurde, einem eingezogenen, dreiseitig geschlossenen Chor im Osten und einem Chorflankenturm an dessen Nordwand. Seine unteren Geschosse sind gotischen Ursprungs. Er wurde mit einem achteckigen Geschoss aufgestockt, das die Turmuhr und den Glockenstuhl enthält, und mit einem geschweiften Zeltdach bedeckt. Die Fassade im Westen hat einen Schweifgiebel.
Die Fresken im Innenraum des Langhauses hat 1756 Johann Michael Zink geschaffen. Zur Kirchenausstattung gehörte ein neobarocker Hochaltar von 1946, der 1990 durch einen Altar von Sieger Köder ersetzt wurde. Außerdem fügte er einen Ambo hinzu.